# Magyarország és Szlovákia kapcsolatai
Magyar–szlovák kapcsolatoknak nevezzük a Magyarország és a Szlovák Köztársaság, két szomszédos ország diplomáciai kapcsolatait. A diplomáciai kapcsolatok létesítésére 1993-ban került sor, amikor Csehszlovákia megszűnésével Szlovákia önállóvá vált. Magyarország nagykövetsége Pozsonyban, míg Szlovákia nagykövetsége Budapesten található.
Mindkét ország teljes jogú tagja a NATO-nak és az Európai Uniónak, a közös határ 676 km hosszú. Mintegy 520 000 magyar ember él Szlovákiában (mintegy 10%-a a népességnek), és körülbelül 17 000 szlovák nemzetiségű magyar él Magyarországon (körülbelül 0,17%-a Magyarország lakosságának).
Számos diplomáciai konfliktus nehezíti a két ország viszonyát, amik gyakoribbá váltak, amióta a Ján Slota által vezetett Szlovák Nemzeti Párt egy szélsőséges nacionalista párt a Szlovák Köztársaság Kormányába került 2006-ban.

## Történelem
A történelem során a magyarság valamennyi szomszéd etnikuma közül a szlováksággal alakult ki az interetnikus kapcsolatok olyan szimbiózisfokozata, amelyben a két szellemi kultúra közötti határok teljesen elmosódnak, és még a nemzeti nyelvű művelődés kezdeti időszakában is a XVIII. század végéig több az azonos, mint a megkülönböztető elem.

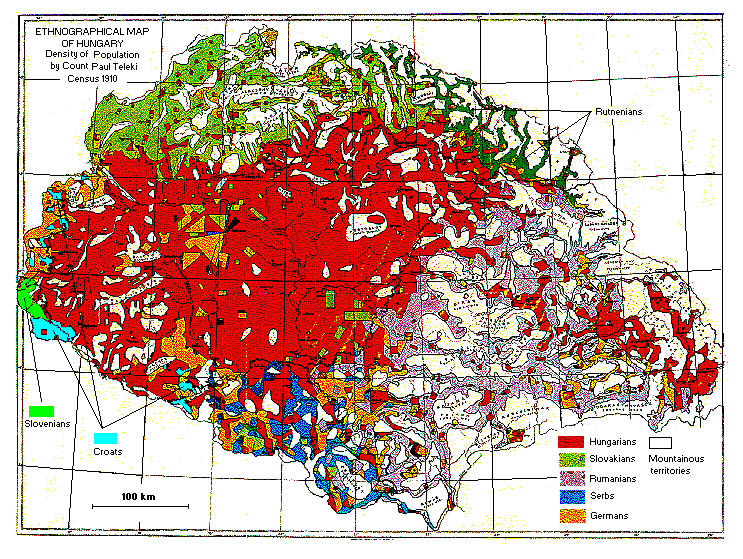
Magyarország etnikai térképe az 1910-es népszámlálás alapján. A térkép „vörös térkép” néven is ismert a magyar nemzetiség jelzésére használt piros szín miatt

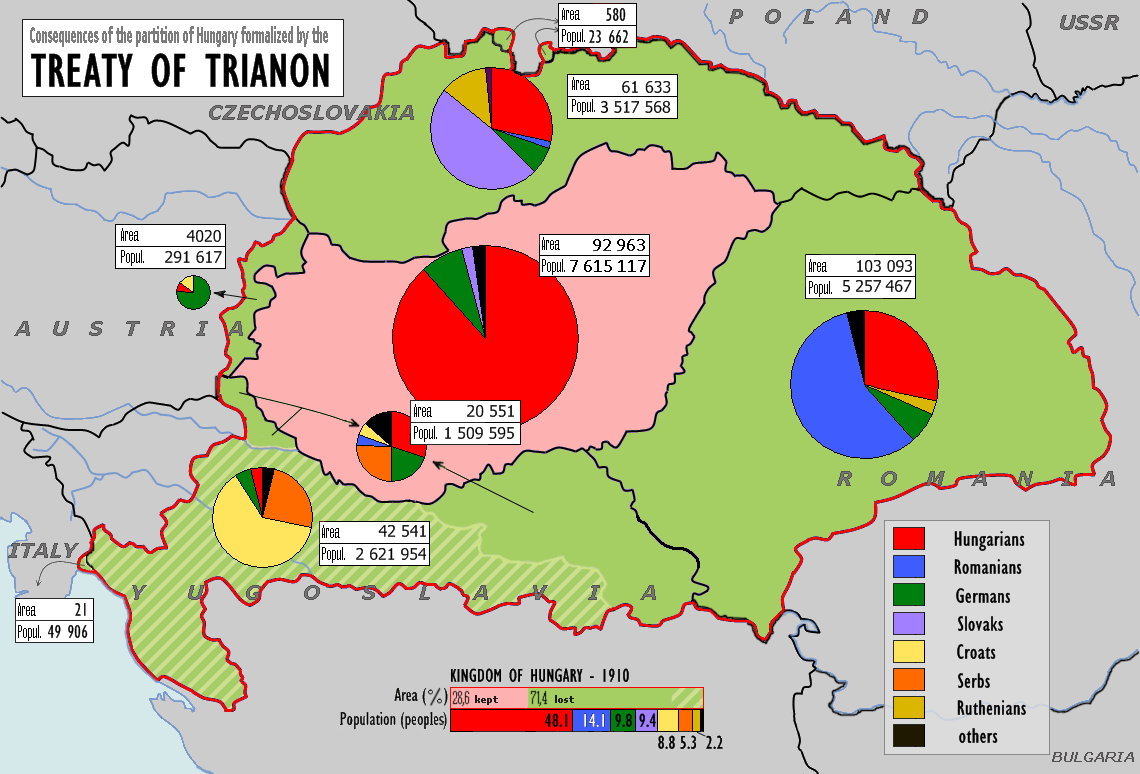
Etnikai összetétel kördiagramokkal ábrázolva, a Csehszlovákiához csatolt terület 3,5 millió lakossal, akik közül több mint 1 millió magyar

A magyar honfoglalást (895) megelőzően a Kárpát-medencében már éltek szláv nyelvű közösségek is. A magyar állam megszilárdulása a pozsonyi csata (907) során elért győzelem után következett be. Az 1000-ben történt Szent István megkoronázásától Magyarországot királyságnak tekintjük. Az ország területe ugyanakkor már korábban, a 10. században már tartalmazta a később Felvidéknek nevezett terület nagy részét. Az 1241-42-es tatárjárás után az ország hatalmas területei elnéptelenedtek, az eredeti lakosság jó része elpusztult. A pusztítás negatívan érintette Magyarország északi részeit is, főként a hadvonulás útjában (Vág völgye, Nyitra, Mátyusföld). Ez volt az egyik fő oka a nagyobb számú új kővár építésének, és az első jobban dokumentálható idegen telepesek behívásának, akik ennek nyomán nagy számban érkeztek a Felvidékre, főleg morva, lengyel és német területekről, hogy itt fellendítsék a bányászatot és elterjesszék a nyugati típusú városi kultúrát.
Hogy mikortól beszélhetünk a szlovák identitás - szlávtól megkülönböztethető - kialakulásáról, nem egyértelmű. Egyes források szerint a szlovákság (akkoriban általános tót népnévként) nemzeti öntudatának gyökerei a 16. századig vagy még későbbre nyúlnak. A szlovák nemzeti megújhodás (szlovákul Slovenské národné obrodenie) ugyanakkor a francia forradalom utánra tehető és a 19. század első felében ment végbe.
Később, az 1848–49-es forradalom és szabadságharc alatt szlovákok egy része a magyar oldalon harcolt.
A trianoni békeszerződés megvonta Magyarország új határait, leválasztva régi területének 70%-át. Az új határok magyar nemzetiség által lakott területeken keresztül húzódtak és a korabeli magyarság 30%-át (3 300 000 embert) hagyták a határokon kívül. A területből Csehszlovákiának nagyjából 61 000 km²-t juttattak 3,5 millió lakossal, akik közül több mint 1 millió magyar nemzetiségű volt.
A szlovákiai magyarság száma az elmúlt 90 év során a felére csökkent a mai Szlovákia területén. A magyar népesség drámai csökkenésének okai többek között a világháborúk utáni elmenekülés, a kiutasítás és elüldözés, a háborús események, a deportálások és a csehszlovák–magyar lakosságcsere, részben pedig az állami- és a természetes asszimilációban keresendők.
Közvetlenül a második világháború előtt 1938-ban Magyarország visszakapta a magyarlakta területek egy részét az első bécsi döntés következtében. Ezek a területek 85%-ban magyarlakta vidékek voltak, ám a háború után újra Csehszlovákiához kerültek az 1947-es párizsi békeszerződés értelmében. Ez a trianoni határok visszaállítását jelentette valamint még további 3 falut is Csehszlovákiához csatoltak (pozsonyi hídfő).
1945 után mintegy 30 000 magyar menekült el Csehszlovákiából miután kiestek a nyugdíj-, szociális és egészségügyi rendszerből, az állampolgárságuk elvesztését és a tulajdonuktól való megfosztást elrendelő Beneš-dekrétumok következtében. A csehszlovák vezetés el akarta érni ország teljes etnikai megtisztítását, az összes magyar deportálását azonban a szövetségesek lehetetlenné tették. Miután az eredeti terv nem sikerült, Csehszlovákia kétoldalú lakosságcserét kezdett követelni, hogy eltávolítsák a magyar lakosság legalább egy részét, így megváltoztatván az ország etnikai összetételét. Ezt a tervet kezdetben elutasította a magyar fél. A Csehszlovákia által kezdeményezett csere eredményeként Csehszlovákia, 89 660 szlovákiai magyart telepített ki és a 71 787 szlovák költözött át önként Magyarországról. A szlovákok önként költöztek el Magyarországról, de a magyarokat Csehszlovákiából erőszakkal deportálták és vagyonukat elvették. A folyamatban az erőszakos kitelepítésnek elsősorban a magyar gazdasági elit esett áldozatul, hisz a hatóságok olyanokat szemeltek ki deportálásra akiknek korábban értékes ingatlanuk, földjük vagy vállalkozásuk volt. A További több mint 40 000 magyart deportálták a cseh területekre szintén értékeik elvételével, nagy részük azonban később visszatért.
Csehszlovákia feloszlott Csehországra és Szlovákiára 1993-ban; azóta tart fenn Magyarország és Szlovákia diplomáciai kapcsolatokat.

## A kapcsolatok vitás kérdései 1989 óta[8]

### Bős-nagymarosi vízlépcső vita
1991. április 23-án a 26/1991.(IV.23.) OGY határozat felhatalmazta a kormányt, hogy tárgyaljon az 1977. évi államközi szerződés közös megszüntetéséről, a következmények rendezéséről és készítsen elő új államközi szerződést, melyben már az elsődleges prioritást a környezeti-ökológiai értékek közös védelme kellett, hogy kapja.
A következő tárgyalás december 2-án zajlott le Budapesten, ahol a csehszlovák fél 10 napos haladékot kért a közös (EU közreműködést is feltételező) magyar javaslat felülvizsgálatára.
A válasz elmaradt, helyette december 12-én a csehszlovák kormány úgy határozott, hogy a C változat szerint épített bősi erőművet 1992 őszén üzembe kell helyezni, azaz a Dunát Csehszlovák területen terelik el az új csatornába. (a magyar fél a határozatot nem vette komolyan, a tervek megvalósíthatóságát papírtigrishez hasonlította)
Mikor nyilvánvalóvá vált, hogy a tervek megvalósíthatóak, a magyar Országgyűlés 1992. április 4-én (12/1992.(IV.4.) OGY határozat) felhatalmazta a kormányt az 1977-es államközi szerződés egyoldalú megszüntetésére. Ennek következtében 1992. május 7-én az Antall-kormány május 25-i hatállyal felbontotta az államközi szerződést, és kezdeményezte, hogy a két fél kezdjen tárgyalni a károk helyreállításáról, ez május 19-én, diplomáciai jegyzékben lett átadva a csehszlovák félnek.
A vízlépcsőrendszer elhagyását a magyar Országgyűlés 1992. június 9-én, az 1992. évi XL. törvényben törvényesítette, hatályon kívül helyezve az 1977. évi államközi szerződést becikkelyező törvényerejű rendeleteket.
1992. szeptember 3-án a csehszlovákok beindították a bősi erőmű turbináit, a próbaüzem kisebb problémák mellett sikeres volt. Ennek eredményeképp 1992. október 23-án folytatták a C variáns megvalósítását, és megkezdték a meder áttöltését és a Duna elterelését.
A csehszlovák lépésre adott magyar válasz ugyanezen a napon megtörtént: az Antall-kormány keresetlevelet nyújtott be a hágai Nemzetközi Bírósághoz a Duna várható egyoldalú elterelése miatt. A Duna elterelése 1992. október 25-én történt meg: a csehszlovák építők Dunacsúnnál, a Duna 1851,75 folyamkilométerénél, mintegy 40 kilométer hosszúságban teljesen csehszlovák területre terelték a Dunát.

### Mohi atomerőmű

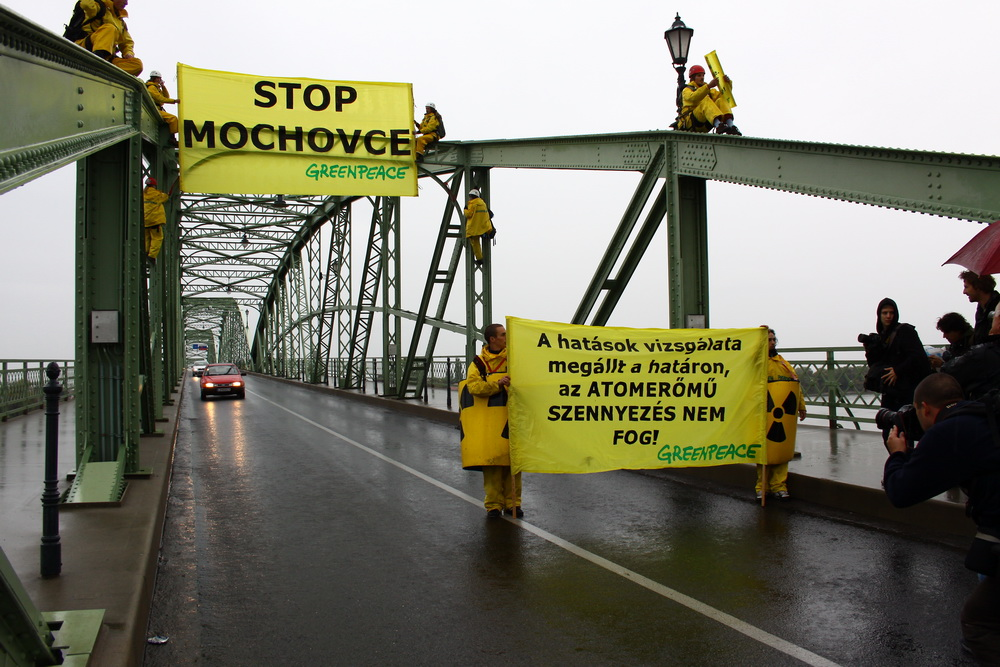
Feliratok kifeszítése a Mária Valéria hídon

A mohi atomerőmű közel a magyar határhoz épül, így a potenciális szennyezése Magyarországot is elérheti, így érinti a kétoldalú kapcsolatokat. 2009 októberében Greenpeace-es aktivisták másztak fel az esztergomi Mária Valéria hídra egy óriási „Stop Mochovce!” feliratú transzparens társaságában. A szlovák, az osztrák és magyar aktivistákból álló 8 fős csoport egy kisebb transzparenst is tartott: »A hatások vizsgálata megállt a határon, az atomerőmű szennyezése nem fog!« Arra utalva, hogy a szlovák fél a hatásvizsgálatot nem végezte el az érintett magyarországi területek tekintetében.

### Malina Hedvig-ügy
Malina Hedviget, egy magyar diákot, aki Vámosfaluban, Szlovákiában született, 2006-ban ismeretlenek brutálisan megvertek. A szlovák rendőrség rövid nyomozás és számos eljárási hiba után nem fogta el az elkövetőket, sőt Malinát vonta eljárás alá. Az ügy nagy nemzetközi visszhangot váltott ki, és jelentős feszültséget okozott Szlovákia és Magyarország viszonyában.
Az akkor német szakos nyitrai egyetemistát 2006. augusztus 25-én, a reggeli órákban támadta meg Nyitrán két fiatal férfi, miután magyarul beszélt az utcán. A brutális támadásban elszenvedett sérüléseit az orvosi látlelet, és a támadás után készített fényképek igazolták. A lány ruhájára „Magyarok, a Duna másik oldalára!” gyűlölködő feliratot festették.
Kezdetben az összes szlovák párt elítélte a támadást csak a Ján Slota által vezetett Szlovák Nemzeti Párt maradt néma.
2007 decemberében, 15 hónappal az eset után a szlovák rendőrség átadta a kihallgatásról készült videófelvételt Malina ügyvédjének. Mint kiderült, a megengedettnél több rendőr volt jelen a kihallgatáson egyszerre, valamint több kamerát használtak, mint amiről korábban a szlovák rendőrség beszámolt. A felvételt időről időre megállították, a hat órás kihallgatásból, csak öt órát vettek fel és a felvett öt órából mindössze hármat adtak át a védelemnek.
Malina ügyét a szlovák hatóságok„ embertelen és megalázó” magatartása miatt az Európai Emberi Jogi Bíróság elé vitte, ahol Malina
„erkölcsi elégtételre” számít.
Hedvig védőügyvédje 2010 decemberében tett nyilatkozatában kijelentette, hogy nem bízik az ügy szlovák hatóságok általi megnyugtató lezárásában, majd kifejtette: „Ebben az ügyben nem a jog, nem a bizonyítékok a mérvadóak.” Szerinte a főügyészség az elmúlt két évben azon dolgozott, hogy kikeveredjen az egész Malina-ügyből, de ne az derüljön ki, hogy Robert Fico vagy Robert Kaliňák (az akkori belügyminiszter) félrevezették a közvéleményt.

### Pozsonyi idegenvezető-ügy
Egy csoport a magyar diák Szekszárdról, két magyar történelem tanár kíséretében látogatott el Pozsony városába. A tanárok a pozsonyi katedrális a magyar történelemben betöltött szerepéről tartottak előadást a kísért diákoknak.
A tanárokat letartóztatta és kihallgatta a szlovák rendőrség azzal a váddal, hogy illegális idegenvezetők voltak, mivel idegenvezetői engedély nélkül beszéltek diákjaikhoz. Bár a magyar külügyminisztérium kérte a hivatalos bocsánatkérést, a szlovákok ezt elutasították. Mint később kiderült, nem volt jogszabály arra nézve, hogy engedélyköteles volna az idegenvezetés Pozsonyban abban az időben.

### Az MKP magyar-szlovák kölcsönös megbékélési nyilatkozata
A felvidéki Magyar Koalíció Pártja által 2007 szeptemberében megfogalmazott és a két állam országgyűlésének továbbított Közösen és őszintén elnevezésű magyar-szlovák kölcsönös megbékélési nyilatkozat tervezetét, melyben a felek kölcsönösen elnézést kérnének az elmúlt időszakban elkövetett jogsértésekért, s ezáltal a múltbeli sérelmek lezárásához is hozzájárulnának, a magyar fél elfogadhatónak nevezte, ezzel ellentétben a szlovák kormányoldal indulatos megnyilvánulások kíséretében ezt elutasította.

### A Beneš-dekrétumok megerősítése
2007 szeptember 20-án a szlovák parlament megerősítette az Beneš-dekrétumokat, egy sor olyan törvényt, amit a csehszlovák emigráns kormány hozott a második világháború során a csehszlovák parlament jóváhagyása hiányában. A leghírhedtebb része a dekrétumoknak az etnikai németek és magyarok státuszával foglalkozik a háború utáni Csehszlovákiában. A magyarok ekkor tömbben éltek a határhoz közel, és egy 85%-os magyar többségű, 800 ezer lakosú területet vissza is csatoltak Magyarországhoz 1938-ban Csehszlovákiától. A dekrétumok a magyarokra vonatkozó részei a nácik által is használt kollektív bűnösség elve alapján megfosztotta a magyarokat állampolgárságuktól, a tulajdonjogaiktól, és egyéb alapvető jogaiktól.
Minden etnikailag szlovák képviselő megszavazta a dekrétumok megerősítését, csak a magyar politikusok szavaztak ellene. Sólyom László magyar államfő szerint a döntés elfogadhatatlan, és jelentősen terheli a magyar-szlovák kapcsolatokat.

### Rendőrségi támadás Dunaszerdahelyen
2008. november 1-jén Dunaszerdahelyen a DAC és Slovan együttesek közötti focimeccsen magyar nézőkre támadtak a szlovák rendőrök
mindössze 15 perc játék után, több mint 60 embert sebesítettek meg, akik közül sokan elvesztették az eszméletüket, vagy sérüléseket szenvedtek, beleértve agyrázkódást és törött állkapcsokat. A helyi rendőrök megrohamozták a magyar állampolgárokat, akik azért érkeztek, hogy támogassák a Dunaszerdahely otthon játszó csapatát, és hogy tiltakozzanak egy magyar zászló elégetése ellen ami egy korábbi meccs alkalmával történt. A rendfenntartók tiltott fegyvereket, viperákat is használtak a szurkolók ellen.
Újságcikkek tudósításaiból kiderül, hogy a szlovák rendőrség nem tett semmit a pozsonyi csapat szurkolói ellen, akik füstbombákat, hanggránátokat és egyéb tárgyakat dobáltak a pályára. Az internetre felkerült az eseményeket több különböző szögből bemutató videók alapján a szurkolók nem csináltak semmit, ami indokolta volna a rendőri fellépést. Öt nappal a meccs után a szlovák rendőrség bemutatott egy fotót bizonyítékként, amelyen az egyik szurkoló ütésre emelte öklét de rendőrök nem láthatóak a képen. Spontán demonstrációkat tartottak Budapesten a szlovák nagykövetség és a konzulátus előtt az incidens éjszakáján.
A magyar kormány és a magyar sajtó az eseményt a magyarellenes támadásként írta le. A magyargyűlöletéről hírhedt Ján Slota, szerint a magyarok provokálták a szlovák rendőröket.

### Magyar nyelvhasználat Szlovákiában

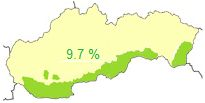
Magyarok által lakott területek Szlovákiában

#### Nyelvtörvény
A 2009-ben a szlovák parlament elfogadta az úgynevezett államnyelv törvényt, mely szerint a szóbeli és írásbeli kommunikáció esetén használt nyelv a legtöbb nyilvános helyzetben és helyeken, az állami hivatalok és intézményekben csak szlovák lehet. Más nyelv, például a magyar használata a leírt feltételek mellett a törvény következtében pénz büntetést eredményez, minimum 100, maximum 5000 eurót. A The Economist című tekintélyes lap egy cikkében foglalkozott a nyelvtörvénnyel, e szerint a törvénnyel "Szlovákia kriminalizálja a magyar nyelvet", ami az anyanyelve a szlovák állampolgárok 10,7%-nak, ennek használata bizonyos helyzetekben büntetést von maga után.
Knut Vollebæk, az EBESZ kisebbségügyi biztosa számos ponton kritizálta a nyelvtörvényt, azonban utóbb Szlovákia számára megfogalmazott ajánlásait titokban és nem nyilvánosan tette. A Magyar Koalíció Pártja (MKP) arra kérte a szlovák kormányt, hogy hozza nyilvánosságra a Vollebæk-el folytatott kommunikációt annak teljességében, hogy a biztos véleményét és állásfoglalásait ne lehessen meghamisítani vagy eltorzítani. Korábban számos alkalommal a szlovák kormány a biztos véleményét úgy próbálta prezentálni, mintha minden rendben lenne a törvénnyel. Magyarország kifejezésre juttatta, hogy aggódik, a törvény magyarokkal szembeni diszkriminatív volta miatt.
 Augusztus 31-én lepleztek le egy szobrot Szlovákiában ami egy országos demonstráció alkalmával az ott élő magyarok tiltakozását szimbolizálta a nyelvtörvény ellen. A gyászszobor leleplezése során tartott beszédekben elhangzott, hogy "A felvidéki magyarságot gúzsba akarják kötni, el akarják némítani, és ezt nem engedhetjük! Ez a szobor üzenete"
Bajnai Gordon, a magyar miniszterelnök szerint "Nagyon káros, amikor egyes, megélhetési nacionalizmust folytató szélsőséges szlovák politikusok a kisebbségi ügyét használják arra, hogy elfedjenek valós problémákat". Szeptember elején a nyelvtörvényre felhívták a Fehér Ház figyelmét. Koszorús Ferenc, a legnagyobb amerikai magyar szervezet vezetője (American Hungarian Federation / Amerikai Magyar Szövetség), "elfogadhatatlan és diszkriminatív"-nak nevezte a törvényt az amerikai kormányzat vezető külpolitikai döntéshozóval történt találkozóján. Slovak language law brought to attention of White House. A magyar külügyminiszter, Balázs Péter a szlovákiai gyakorlatot a kegyetlen Ceauşescu-diktatúra nyelvpolitikájához hasonlította.

#### Diszkrimináció
3. §-ában a törvény nyíltan diszkriminatív, mert előírja, hogy a cseh kisebbségek használhatják anyanyelvüket minden korlátozás nélkül, szemben más, például magyar kisebbség tagjaival szemben. Ez azt jelenti, hogy más kisebbségek tagjainak nyelvhasználata korlátozva van a csehekéhez képest. Mivel Európa számos területén, beleértve Szlovákiát is az etnikai identitás és az anyanyelv használata szorosan kötődik egymáshoz, az anyanyelv szerinti diszkrimináció etnikai alapú megkülönböztetést jelent.

#### Népszavazás a szlovák nyelv hivatali használatáról
A Szlovák Nemzeti Párt népszavazás kiírását kezdeményezte annak érdekében, hogy hivatalos eljárások során kizárólag a szlovák nyelvet lehessen használni Szlovákiában. Kezdeményezésüket a szlovák társadalom jelentős része támogatta. A köztársasági elnöki hivatalnak 2012. március 7-én adták át a megközelítőleg 400 000 támogató aláírást tartalmazó íveket. A népszavazás esetleges kiírásának jogszerűségét illetően azonban kétségek merültek fel, mivel a szlovák alkotmány értelmében alapvető emberi jogok népszavazás tárgyát nem képezhetik. Hasonló céllal már 1999-ben is kezdeményeztek népszavazást, de az akkori köztársasági elnök elutasította kiírását. Ivan Gašparovič államfő azonban nem írta ki a népszavazást, mert nem gyűlt össze a kellő számú formailag szabályos és hiteles aláírás.

### Magyar államfő 2009-es kitiltása

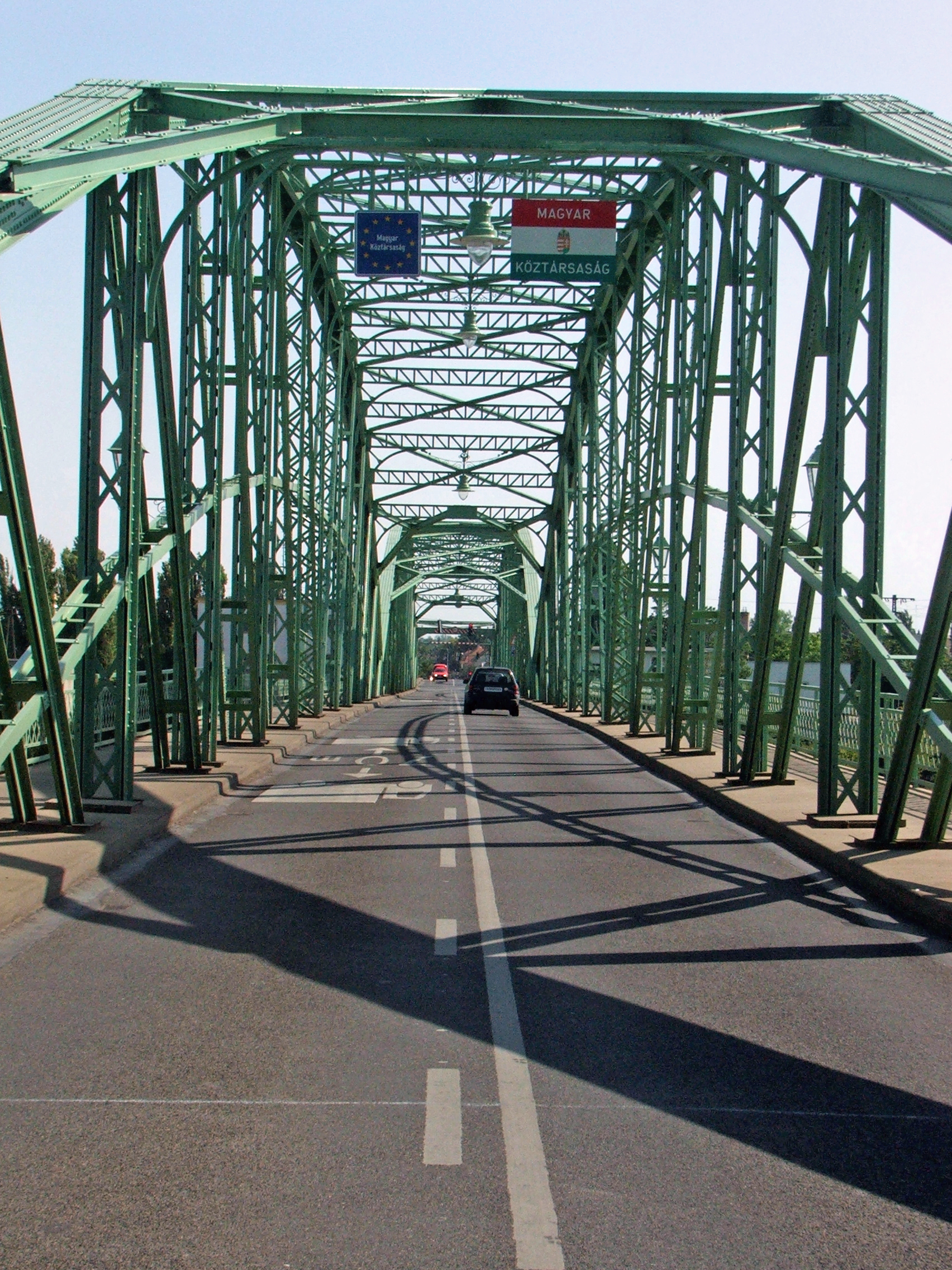
Az Erzsébet híd, amely a kettéosztott Komárom városának két felét (ma Révkomárom) köti össze a Duna felett. Sólyom László itt akarta átlépni a határt

Sólyom László, a Magyar Köztársaság államfője Révkomáromba akart látogatni, hogy felavassa Szent István, Magyarország első királyának szobrát amelyet adománygyűjtés segítségével állítottak fel. A látogatás dátuma 2009 augusztus 21, a magyar nemzeti ünnep, augusztus 20-a után egy nappal. A Magyar Külügyminisztérium tájékoztatása szerint a látogatást még júniusban elkezdték szervezni, és a szlovák félnek nem volt semmiféle kifogása.

### Szlovák kormánytagok magyarellenes megnyilvánulásai

#### Ján Slota, az SNS kormánypárt elnöke

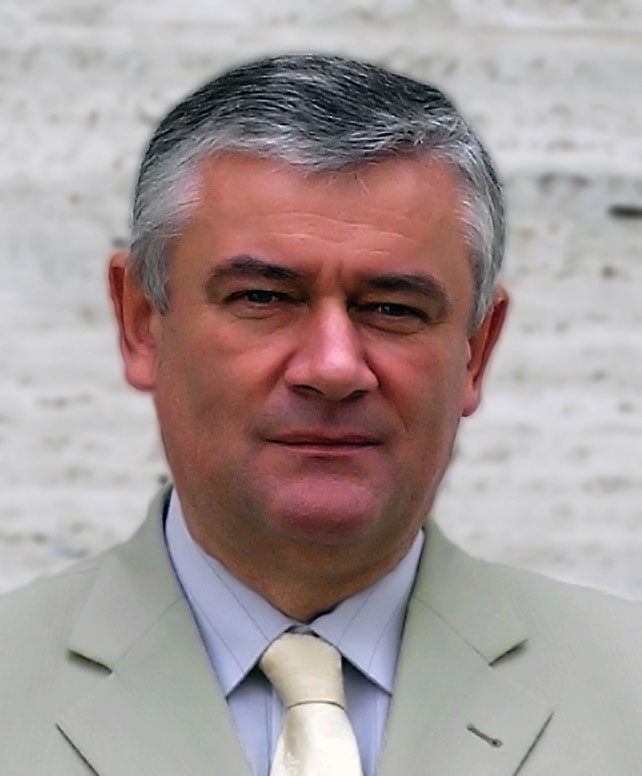
Ján Slota, a kormányzó Szlovák Nemzeti Párt elnöke aki szerint a "Magyarok rákos tumor a szlovák nemzet testén, amit mihamarabb el kell távolítani".

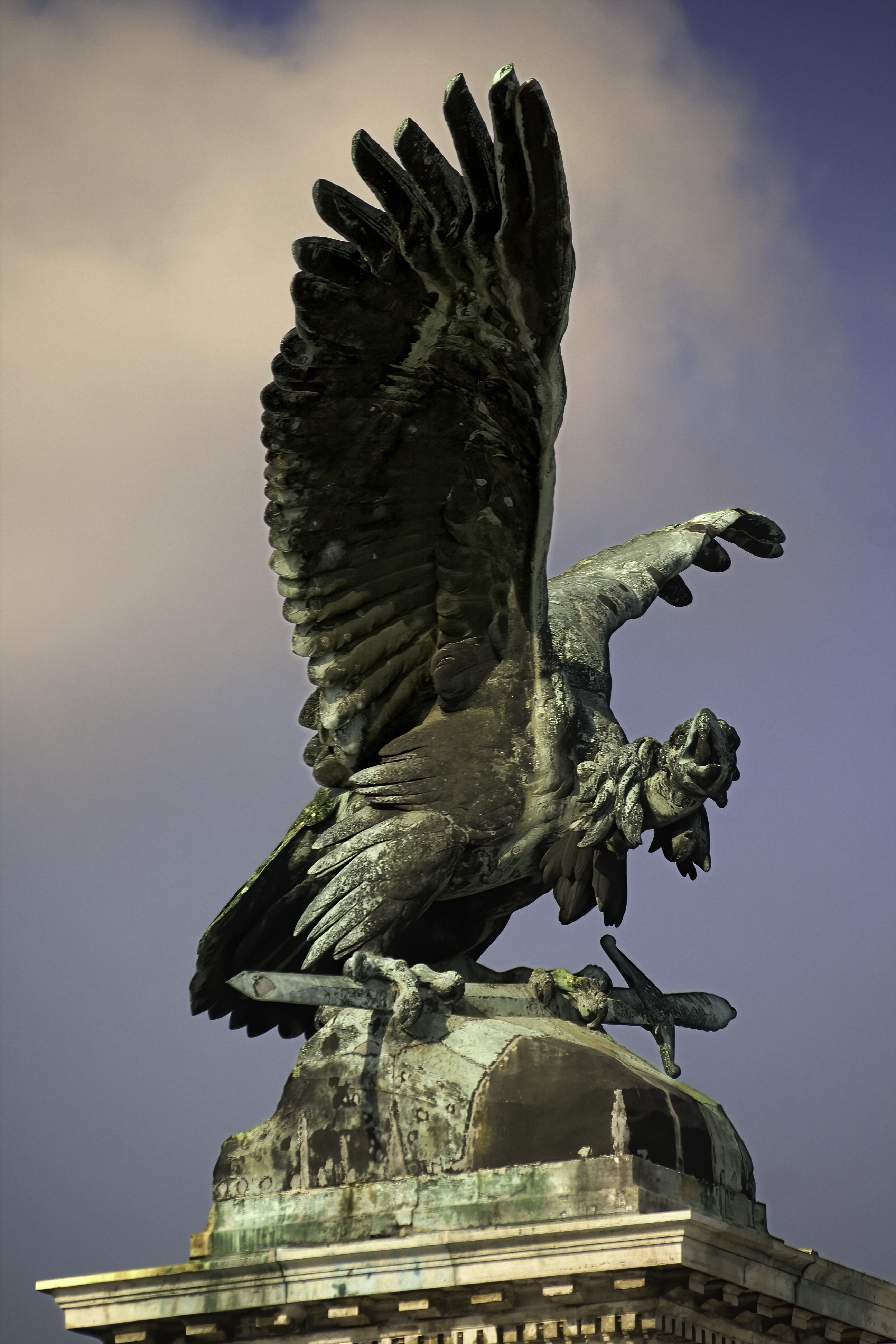
turul, a magyar mitológia egyik kulcs eleme, Egy "ronda papagáj" Slota szerint

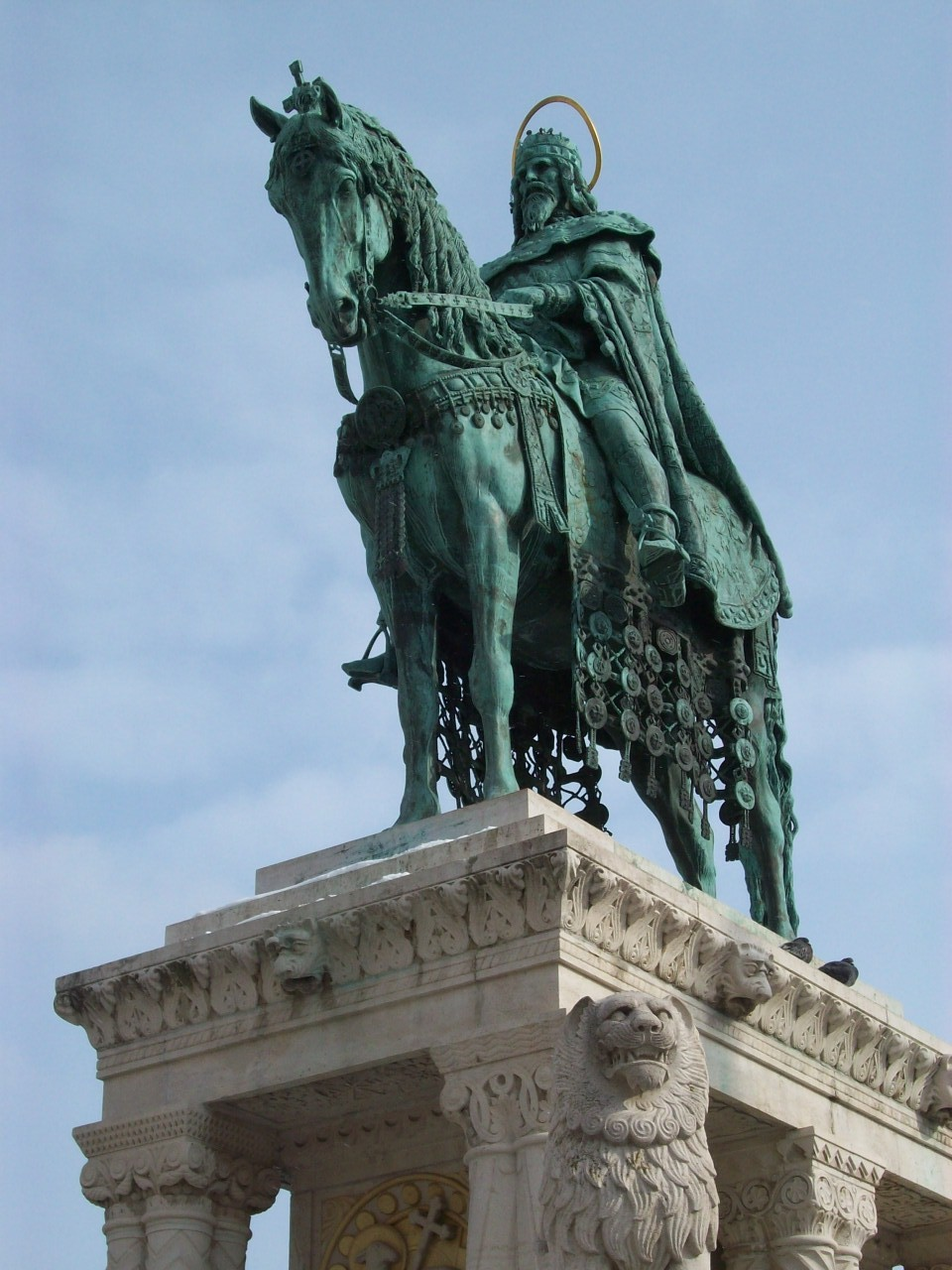
Szent István, Magyarország első királya : "lovasbohóc" Ján Slota egy szlovák kormánypárt elnökének leírása alapján

A 2006-os szlovák választás eredményeként a szélsőséges nacionalista Szlovák Nemzeti Párt (SNS) kormányzó erővé vált Szlovákiában. Ján Slota, az SNS elnöke durva magyarellenes kirohanásairól ismert. Slota koalíciós partnerei Vladimir Mečiar és a szlovák miniszterelnök Robert Fico. Így Szlovákiában a választás után az a furcsa helyzet állt elő, hogy Fico magát baloldalinak mondó pártja, a Smer a szélsőjobboldali SNS-el kötött koalíciót. Az SNS-el való koalíciókötés miatt a Smer-t két évre felfüggesztették az európai szocialistákat tömörítő PES-ből.

##### Budapest elpusztítása tankokkal
Valószínűleg részegen egy pártgyűlésen 1999-ben a Slota a magyar főváros elpusztítását szorgalmazta:

„Beülünk a tankjainkba és elpusztítjuk Budapestet”

– Ján Slota, 1999. március 5.

##### Görbe lábú magyarok
Egy televíziós vitában pár nappal a szlovák parlamenti választások előtt Slota a következőket mondta:

„Még 1248-ban egy frank püspök, ellátogatott a Kárpát-medencébe és ezeket mondta:

»Ahogy utaztam ebben az országban nem értettem, hogyan adhatott Isten egy ilyen gyönyörű országot ilyen csúnya népnek

A 'régi magyarokra' utalt mivel ezek mongoloidok voltak görbe lábúak, és a lovaik elég undorítóak voltak. Valójában kis lovak. Ezt mondta a püspök, így van leírva. Így leírva szó szerint. És most nyolcszáz évvel később ezek a mongoloidok valahogy eltűntek. Nem tudom ki mutatta meg nekik, hogy legyenek civilizáltak. De sajnos azt hiszem a szláv vér volt az. Sajnos... És én igazán nem tudom, hogy ezek a magyarok, akik szeretik azt mondani magukról, hogy magyarok valóban magyarok-e. Úgy gondolom 90%-ukban van szláv vér és talán 10% vagy talán 0,1%-ban van 'régi magyar' vér. De még így is önként és ostoba módon hódolnak holmi turuloknak és egyéb őrültségeknek...”

– Ján Slota on television, June 2006

##### Magyarok:Rákos kelés a szlovák nemzet testén
Slota hírhedt megjegyzése a magyarorkról 2006-ban kapott nagyobb nyilvánosságot, amikor az Európai Parlament egy olasz tagja, Michl Ebner egy összeállítást készített Slota idegengyűlölő megjegyzéseiből, és e-mailen szétküldte a parlament összes tagjának. A tizenegy oldalas dokumentum tartalmazza a következő Slota által tett megjegyzést:

„Magyarok rákos tumor a szlovák nemzet testén, amit mihamarabb el kell távolítani.”

– Ján Slota

Az idézet megjelent a német Der Spiegel-ben és egyéb nemzetközi sajtótermékekben, akik Slota szavainak fordításakor az angol "cancer", (rák betegség) szót használták a tumor helyett.

##### Magyar identitás tagadása
Slota a Felvidéken több mint ezer éve őshonos magyar lakosságot a franciaországi marokkói és algír bevándorlókhoz hasonlította. Arra hivatkozott, hogy Franciaországban sem léteznek algériaiak és marokkóiak mert:

„Ők is mindnyájan franciák, akiket franciákra, bevándorlókra és idegenekre osztanak”

A felvidéki magyarokról: „Amellett vagyok, hogy ezek nem magyarok. Szlovákok, akik magyarul fejezik ki magukat.”

– Ján Slota a SITA hírügynokséghez, 2008, Január 4.

Csáky Pál, a Magyar Koalíció Pártja elnöke Slota megszólalását "primitív bunkóság"-nak írta le.

##### Magyarország törlése a térképről
2008 áprilisában egy térképen a Szlovák Nemzeti Párt hivatalos honlapján Magyarországot felosztották Szlovákia és Ausztria között, letörölve így a térképről. Miután széles médiafigyelmet kapott az eset, a magyar gyűlölet példájaként, a térképet eltávolították.

##### A turul és Szent István gúnyolása
Amíg a volt magyar miniszterelnök, Gyurcsány Ferenc a szlovák felet képviselő Robert Fico-val tárgyalt Brüsszelben, Ján Slota a Turult egy csúf papagájnak nevezte. A turul a magyar eredetmondák mitologikus madara. Kézai Simon szerint Attilától Géza fejedelem idejéig a koronás fejű turul volt a magyarság hadi jelvénye. Slota Szent Istvánt is sértegette, lovasbohócnak nevezve Magyarország első királyát a király Budai várban álló lovasszobrára utalva.

##### Magyar külügyminiszter sértegetése

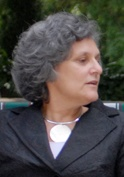
Göncz Kinga volt külügyminiszter

Slota több alkalommal is sértegette Göncz Kingát, az akkori magyar külügyminisztert, többek közt haját kritizálva és Adolf Hitlerhez hasonlítva Gönczöt.

„Nem engedünk a déli szomszédunktól és Budapestről érkező nyomásnak: egy kócos asszony, egy nyomorult fenyeget minket és kérdőre vonja a szlovák miniszterelnököt akinek a cipőtalpáig sem ér fel.

Amit ők [magyarok] csinálnak az arrogancia csúcsa. Henleinhez tudnám hasonlítani és ahhoz a kis bajszos emberhez a müncheni pincéből. Ugyanazt a retorikát használta ő is mint ez a nő. Talán már a bajsza is elkezdett nőni. ”

– Ján Slota

##### Kettős keresztek a Turul ellen
Slota kettőskereszteket kezdett építeni a magyar határ mentén "azért, hogy tudják, nem Felső-Magyarországra érkeztek, hanem Szlovákiába".

„Kettős kereszteket építünk mindenhol Szlovákiában és délen is, hogy ne kelljen ostoba turulmadarakat néznünk ahogy repkednek Dél-Szlovákia felett”

– Ján Slota

##### Települések SNS által épített kettős kereszttel
- Malacka[61]
- Csörgő[62]
- Igló[63]
- Losonc[63]
- Rimapálfala[64]

### „Okos historizmus”

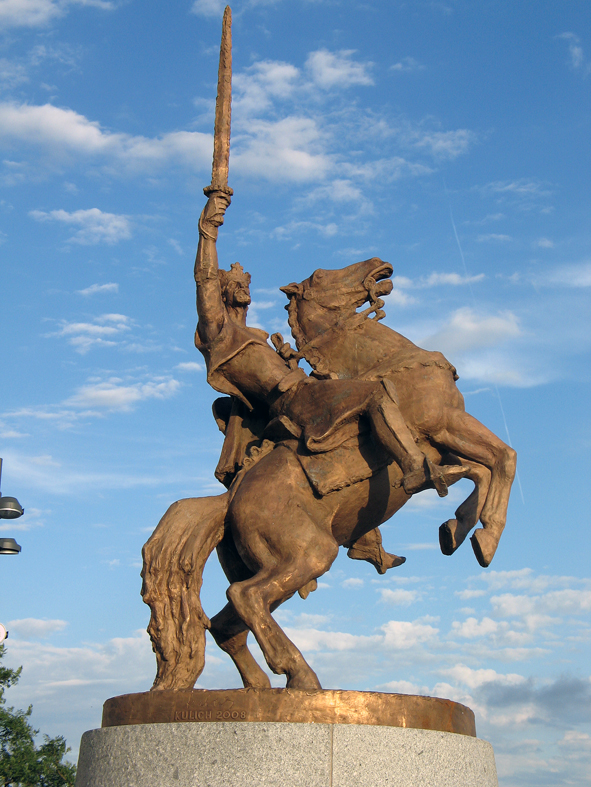
Szvatopluk 2010-ben felállított lovas szobra a pozsonyi várban

Miután akkor még miniszterelnök-helyettes Robert Fico meghirdette, az „okos historizmus” koncepcióját, a szlovák történelemkönyveket egyre gyorsabb ütemben írják újra, és egyre inkább a „nemzeti büszkeség szellemében”. Ez Krekovič, Mannová és Krekovičová szerint semmi más, mint a történelem hamisítása. Az ilyen új találmányok, például Nagy-Morvaország mint a (ős)-szlovák állam, vagy az „ős-szlovák” kifejezés maga, együtt járt sok olyan „régi hagyománynak” a „felelevenítésével”, amelyek valójában nem létezett, vagy nem szlovákok voltak azelőtt. A koncepció kritikát kapott a Szlovákiában is, ahol rámutattak, hogy a „proto-szlovák”, „ős-szlovák” kifejezés nem található meg semmilyen komoly kiadványban, egyszerűen azért, mert nincs semmilyen tudományos alapja. Miroslav Kusý kifejtette, hogy az ilyen tudományosan megkérdőjelezhető retorika használatával Fico célja, „a nemzeti öntudat erősítése a történelem meghamisításán keresztül”. Az „okos historizmus” koncepció keretében tanított szlovák történelem jelentősen eltér a többi európai országban elfogadott történelemtől.
Az így kialakított „nemzeti érzés szellemében” tanított verziója a szlovák történelemnek negatívan hatott a kétoldalú kapcsolatokra és akadályozza a közös történelemkönyv megszületését, ahogy az a francia-német esetben történt. Ráadásul ennek folyományaként történhetett meg az a vicces eset is, hogy Juraj Jánošík rablóharamiát František Kašický, a Fico-kormány korábbi honvédelmi minisztere a szlovák hadsereg őrnagyává léptette elő több mint háromszáz évvel a halála után.

### Egyéb
A szlovák Belügyminisztérium 2008 november 12-én feloszlatta az SNS-nél is szélsőségesebb Szlovák Testvériség (Slovenská pospolitosť) civil szervezetet. A Szlovák Testvériség feloszlatását azóta a szlovák legfelsőbb bíróság hatályon kívül helyezte, mivel a szlovák Belügyminisztérium eljárása szerinte nem volt megfelelő. A Szlovák Testvériség így továbbra is zavartalanul üzemel.
Gyurcsány Ferenc akkori magyar, valamint Robert Fico szlovák miniszterelnök november 15-én rendkívüli találkozót tartott Révkomáromban. Gyurcsány Ferenc 6 pontos javaslatot terjesztett elő a kapcsolatok javítására, melyet Robert Fico december 2-i válaszlevelében végül teljes mértékben elutasított.

### Állampolgársági törvény
2010 májusában a Fico-kormány javaslatára a szlovákiai parlament módosította a szlovákiai állampolgársági törvényt válaszul a határon túli magyarok számára könnyített állampolgársági lehetőséget biztosító magyarországi törvényre. A jogszabály szerint mindenki elveszíti szlovákiai állampolgárságát, ha más ország állampolgára lesz, azaz megtiltja a kettős állampolgárságot Szlovákia viszonylatában. A törvény az új állampolgárság felvételének tekintetében bejelentési kötelezettséget ír elő, amelynek elmulasztását rendkívül magas, 3319 € összegű pénzbírság kiszabásával sújtja. A bejelentett esetek alapján készült hivatalos statisztika szerint 2010. július 17. és 2012. január 20. között 206 személytől, ebből 23 magyartól vették el szlovákiai állampolgárságát. Az egyik érintett, Boldoghy Olivér komáromi színművész-vállalkozó bíróságra vitte az ügyet és európai intézményekhez fordult. A Radičová-kormány által készített törvénymódosítás csak Csehország és Szlovákia tekintetében engedte volna meg a kettős állampolgárságot. A nyilvánvalóan diszkriminatív javaslat azonban nem került a parlament elé.